# Horismenus productus
Horismenus productus är en stekelart som först beskrevs av William Harris Ashmead 1894.  Horismenus productus ingår i släktet Horismenus och familjen finglanssteklar. Inga underarter finns listade i Catalogue of Life.